# Klinta naturreservat
Klinta naturreservat är ett naturreservat i Sala kommun i Västmanlands län.
Området är naturskyddat sedan 2020 och är 56 hektar stort. Reservatet ligger mellan Sala och Krylbo och består av en  barrskogen, kärr och tallskog på de små höjderna samt sjön Lissjön